# トゥパク・アマル革命運動
トゥパク・アマル革命運動（スペイン語: Movimiento Revolucionario Túpac Amaru － MRTA）とは、かつてあったペルーの極左テロ組織である。活動拠点は主としてリマに存在した。

## 概説
1983年に、革命的社会主義党（マルクス・レーニン主義）や革命的左翼運動のフラクションを中心とする武装闘争路線を採るペルーの左翼組織が合流し、ビクトル・ポライ・カンポス（通称「ロランド司令官」）により結成された。1989年2月にビクトル・ポライは逮捕されたが、1990年7月に脱獄。のち、1992年6月に再逮捕された。1995年12月にはミゲル・リンコン（通称「フランシスコ司令官」）、マヌエル・ポンセ（通称「ダニーロ司令官」）ら幹部の多数が逮捕された。
1996年12月には、ネストル・セルパ・カルトリニをリーダーとしたコマンド・エドガル・サンチェスがペルー日本大使公邸占拠事件を起こし、日本をはじめ世界的に知られるようになった。
1998年9月に、政府軍が拠点を制圧。立て続けに武器庫を制圧されて組織は実質壊滅状態になった。
歴史が浅いながらも戦術等が非常に高いものにあったと評価され、センデロ・ルミノソと並ぶペルーの左翼武装組織の両翼の一つであったが、センデロ・ルミノソによる無差別テロには反対していた。そのためセンデロ・ルミノソから攻撃を仕掛けられたこともある。
キューバ革命でのチェ・ゲバラを範とし、富裕層を襲撃して貧困層に財産を分配するなどの義賊的ゲリラ活動も行っていると自称していた。また、日本大使公邸占拠事件の際に人質として捕らえられていた人々の証言によると、メンバー全員の人質に対する対応は非常に紳士的だったとされている。
2007年4月21日、禁錮32年の刑で服役中のビクトル・ポライはペルー日本大使公邸占拠事件の武力解決10周年を期に共同通信へ書簡を寄せ、彼らの武力革命路線の敗北を認め、武闘路線の放棄を表明した。

## 関連文献
- 『カント・グランデからの大脱走　トゥパクアマル革命運動(MRTA)の闘い』

クラリベル・アレグリア／D.J.フラコール（桜井マリアエレナ・桜井隆志訳、柘植書房新社、1997年）